# Scytodes farri
Scytodes farri là một loài nhện trong họ Scytodidae.
Loài này thuộc chi Scytodes. Scytodes farri được miêu tả năm 1985 bởi Alayón.